# Respirer (série télévisée)
Respirer (Keep Breathing) est une mini-série américaine de six épisodes créée par Martin Gero et Brendan Gall (en) et diffusée en 2022 sur Netflix.

## Synopsis
Liv est une avocate de New York. Alors qu'elle voyage à bord d’un avion Cessna après avoir convaincu le pilote et le copilote de l’accueillir, ils sont victimes d'un crash, l'avion tombant au fond d'un lac. Seule survivante de l'accident, la jeune femme va devoir tenter de survivre dans une région reculée du Canada.

## Distribution
- Melissa Barrera (VF : Valérie Bescht) : Liv Rivera
  - Joselyn Picard : Liv jeune
- Jeff Wilbusch (en) (VF : Marc Arnaud) : Danny
- Florencia Lozano (VF : Marie-Ève Dufresne) : Lucia Rivera, la mère de Liv
- Juan Pablo Espinosa (es) (VF : Boris Rehlinger) : Tomás Rivera; le père de Liv
- Getenesh Berhe (VF : Fily Keita) : Ruth
- Austin Stowell (VF : Mario Bastelica) : Sam, un des deux pilotes de l'avion privé
- Mike Dopud (VF : Julien Meunier) : George, un des deux pilotes de l'avion privé

 Source et légende : version française (VF) sur RS Doublage

## Épisodes
1. L'arrivée (Arrivals)
2. L'eau et le feu (Fire & Water)
3. Priorités vitales (Hierarchy of Needs)
4. Le départ (Departures)
5. La fièvre (Awake & Dreaming)
6. Vous êtes chez vous (You Are Home)

## Production

### Genèse et développement
En février 2021, il est annoncé que la série, alors intitulée Breathe, a été officiellement commandée. Martin Gero et Brendan Gall (en) officient sur le projet comme créateurs, scénaristes et producteurs délégués. La série est produite par Warner Bros. Television Studios. En juin 2021, Maggie Kiley (en) rejoint ensuite la série comme productrice déléguée et réalisatrice des trois premiers épisodes. En juin 2022, le titre original de la série est modifié en Keep Breathing.

### Choix des interprètes
Melissa Barrera est annoncée dans le rôle principal en juin 2021,. Elle est rejointe par Jeff Wilbusch le mois suivant. Florencia Lozano et Juan Pablo Espinosa sont ensuite annoncés. Austin Stowell rejoint la série en septembre 2021.

### Tournage
Le tournage débute le 28 juin 2021 à Vancouver et s'achève le 30 septembre 2021.
La dédicace à la fin du dernier épisode est un hommage au disparu Mike Banas, qui a travaillé sur la série.